# Parc nacional de Kaeng Krachan

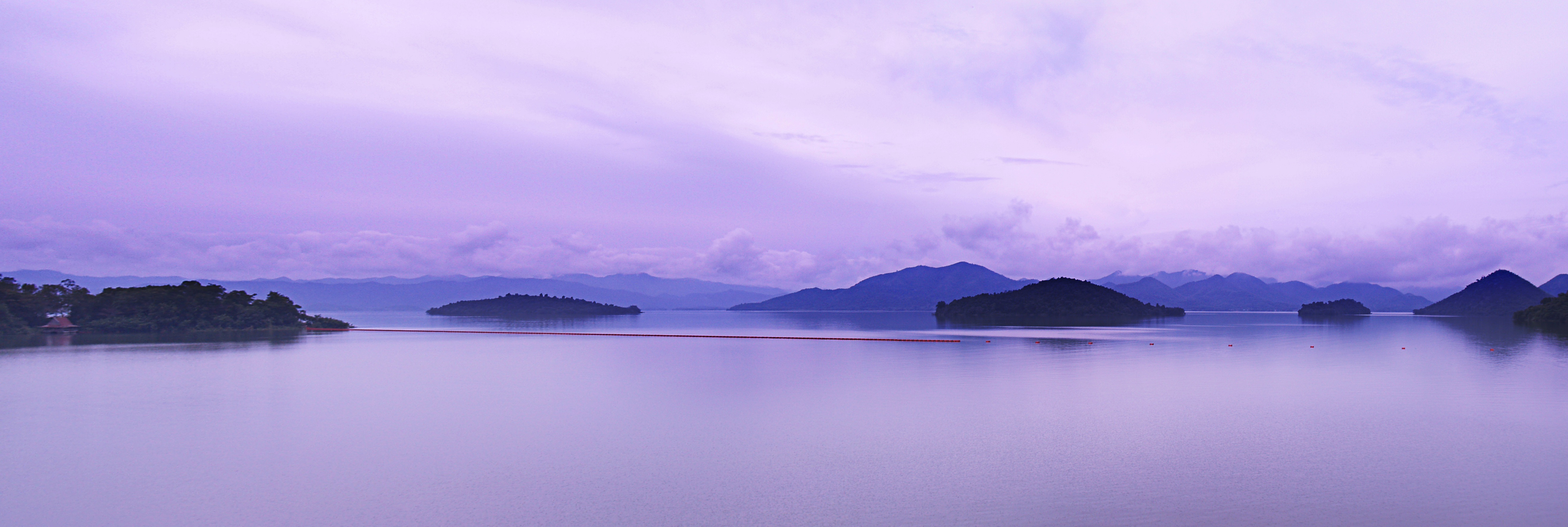
Kaeng Krachan

El parc nacional de Kaeng Krachan o simplement Kaeng Krachan (en tailandès แก่ง กระจาน) és el parc nacional més gran de Tailàndia. Es troba a la Tailàndia Central, a la frontera amb Birmània, a tocar la reserva natural de Tanintharyi. Té una extensió de 2.914,70 km² i va ser declarat el 1981 com el 28è parc nacional del país. És un parc popular, ja que es troba a la rodalia del poble turístic de Hua Hin.
El parc abasta una part dels districtes de Nong Ja Plong, Kaeng Krachan i Tha Yang a la província de Phetchaburi, i Hua Hin a la província de Prachuap Khiri Khan. Es compon principalment de selva en el pendent oriental de les muntanyes de Tenasserim. El punt més elevat es troba a 1.200 metres sobre el nivell del mar. Els rius Pranburi i Phetchaburi tenen els seus naixents dins del parc. El Phetchaburi es troba embassat per la represa de Kaeng Krachan construïda el 1966 sobre el lateral est del parc. La mateixa crea un llac de 46,5 km².
El parc originalment tenia una superfície de 2.478 km², però el desembre de 1984 va ser ampliat per a incloure la zona veïna entre les províncies de Phetchaburi i Prachuap Khiri Khan. La matança d'elefants és un problema important al parc, i les autoritats no han pogut controlar els caçadors furtius. S'ha assenyalat que algunes persones relacionades amb l'administració del parc estan involucrades en el comerç de marfil.

## Galeria d'imatges

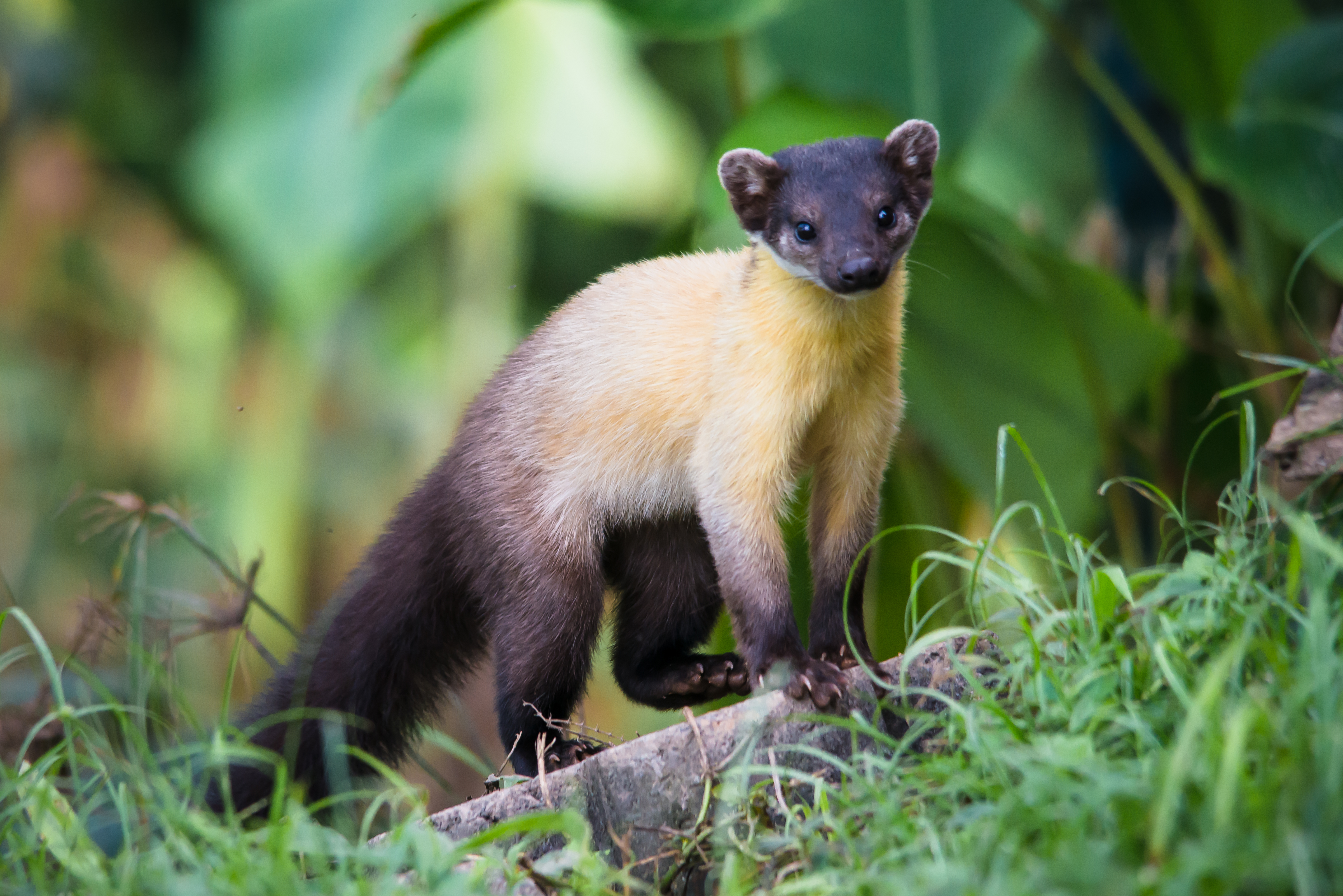
Martes flavigula
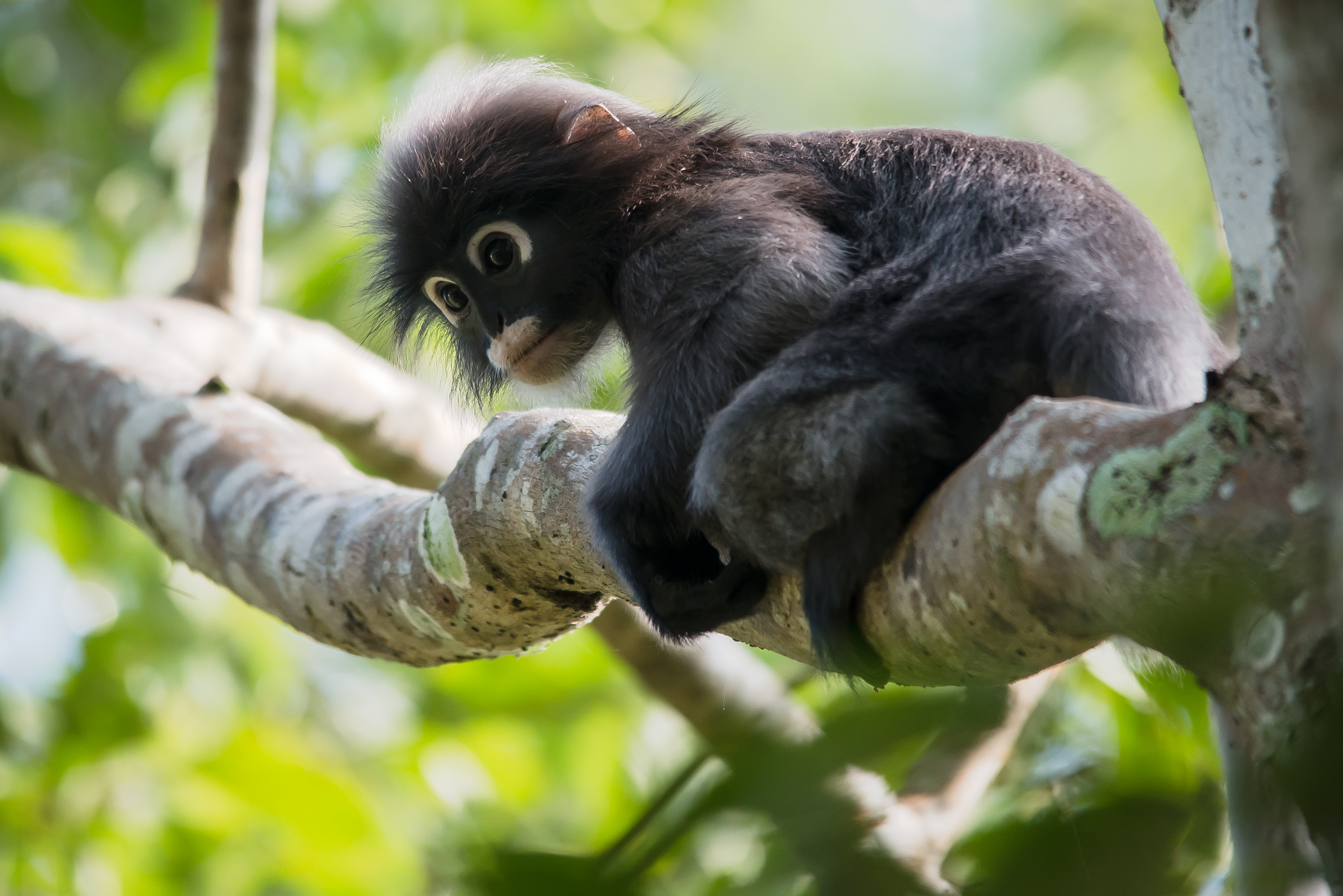
Trachypithecus obscurus
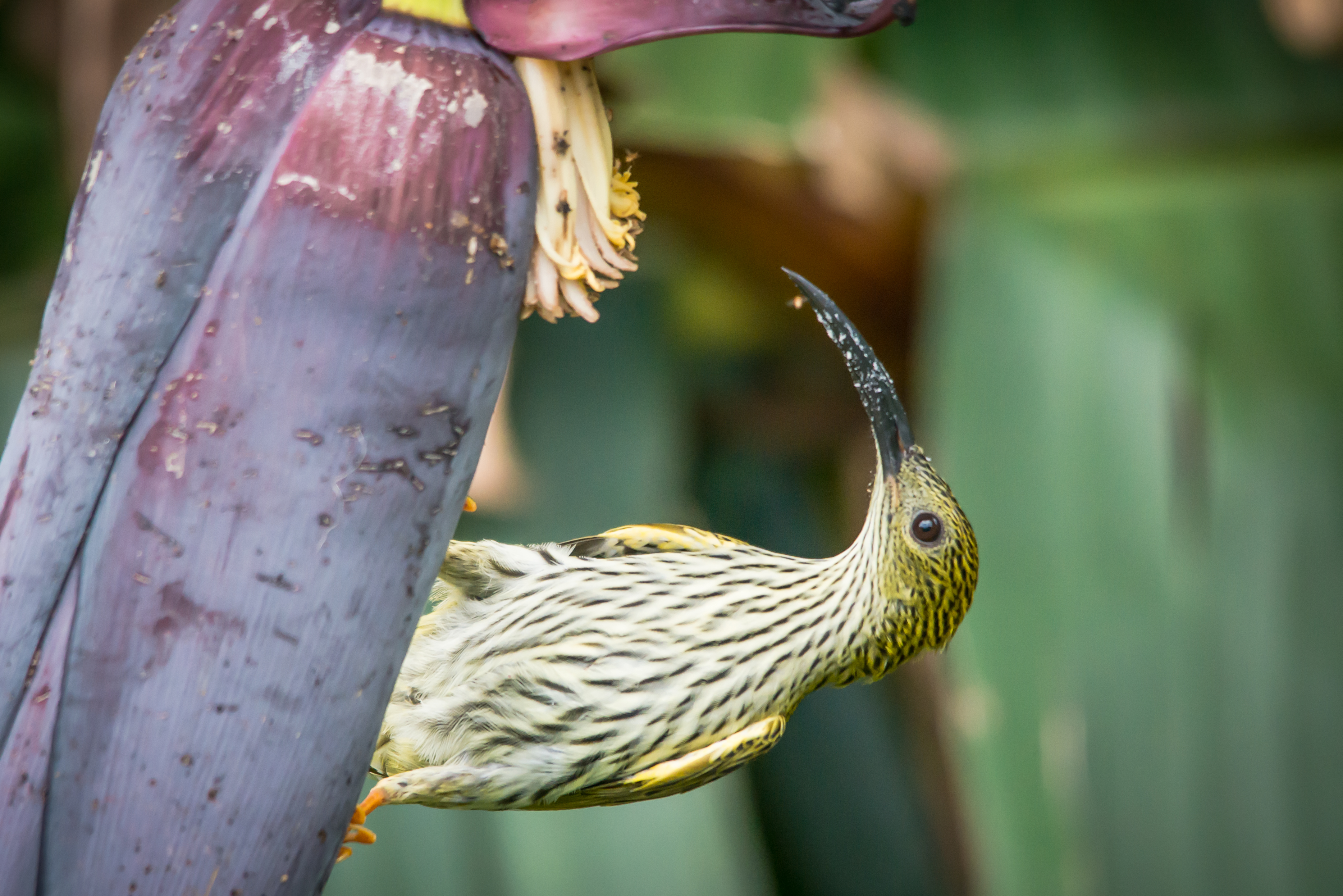
Arachnothera magna
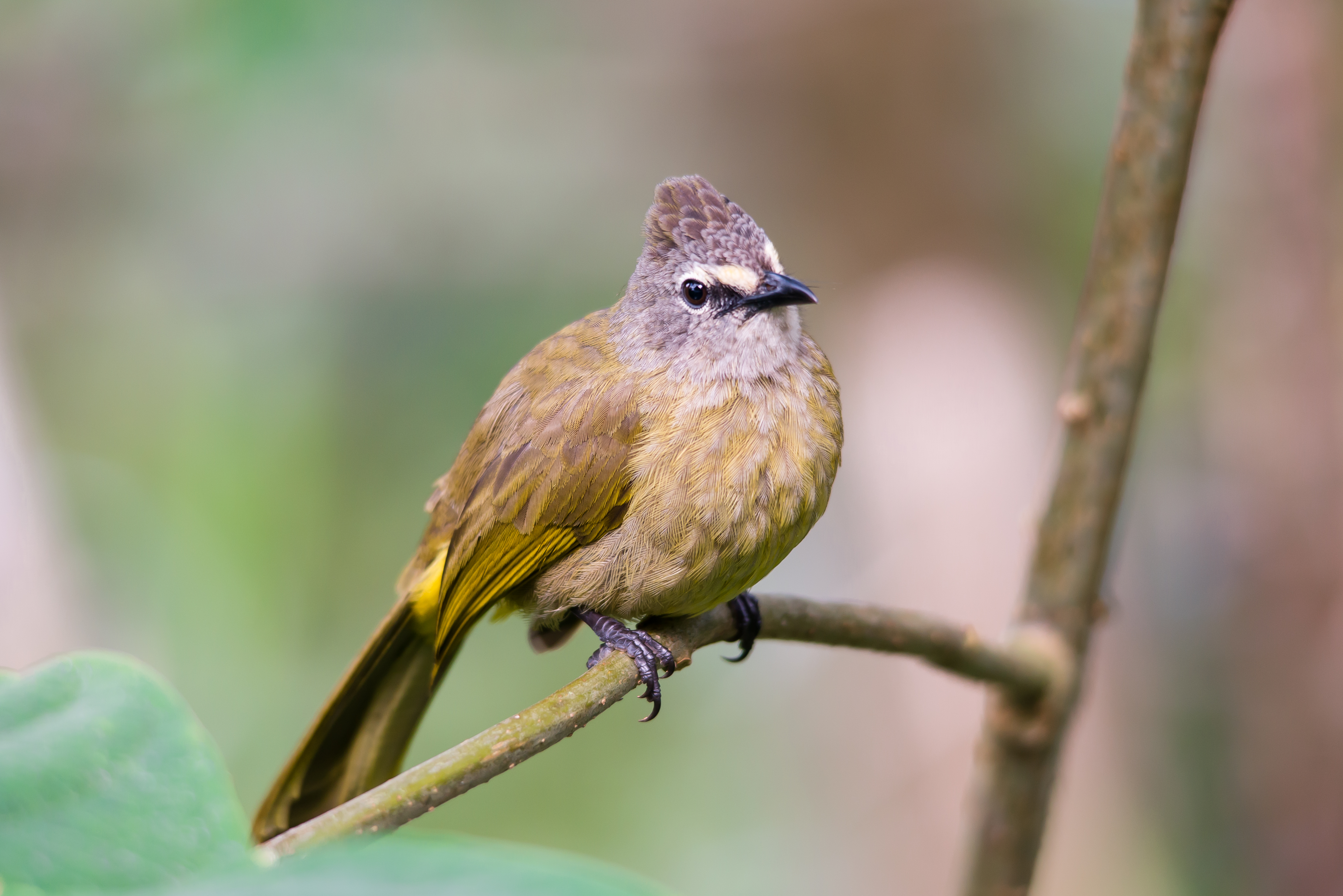
Pycnonotus flavescens
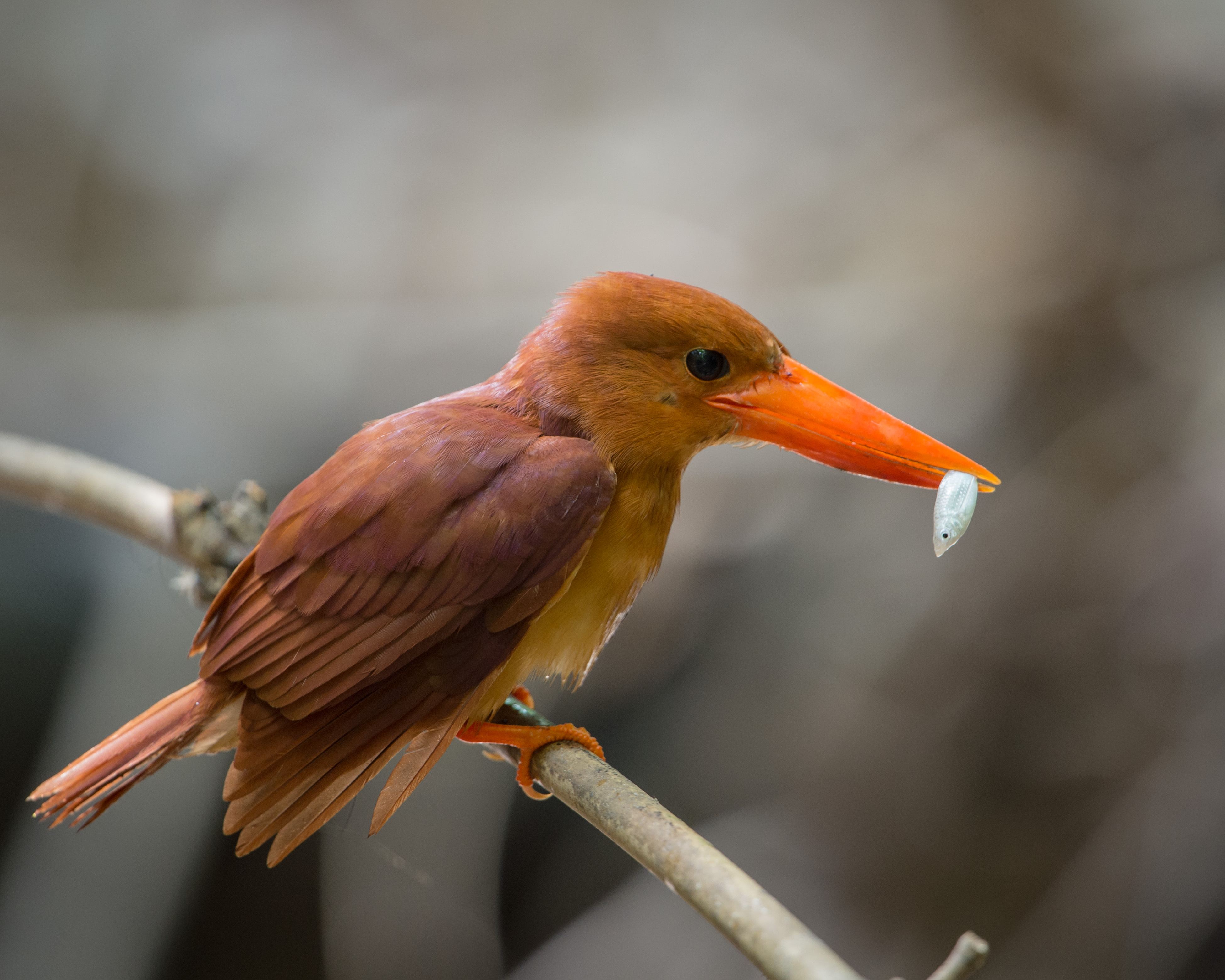
Halcyon coromanda